# Бойцовский петух
«Бойцовский петух» (англ. Cockfighter, также известен под названием англ. Born to Kill — «Рождённый убивать») — фильм 1974 года режиссёра Монте Хеллмана о петушиных боях. Сценарий основан на одноимённом романе Чарльза Виллифорда.

## Сюжет
Фрэнк Мэнсфилд (Уоррен Оутс) профессионально занимается петушиными боями — выращивает и тренирует бойцовых петухов, принимает участие в турнирах. Во время случайного поединка в отеле он теряет своего лучшего петуха и крупную денежную сумму, проигрывая своему старому знакомому и конкуренту Джеку Бёрку (Гарри Дин Стэнтон). После этой неудачи Фрэнк даёт обещание молчать до тех пор, пока не добьётся успеха и не выиграет главный приз — медаль «Заводчик бойцовых петухов года». Но следующая встреча с Джеком приводит к ещё большей неудаче — Фрэнк не только снова теряет лучшего петуха, но и проигрывает автомобиль с трейлером, и к Джеку уходит подружка Фрэнка (Лори Бёрд).
Фрэнк возвращается домой. Мэри Элизабет (Патриция Пирси), с которой он встречается уже несколько лет, сообщает ему, что устала ждать, и Фрэнку следует оставить петушиные бои и осесть. Но Фрэнк решает начать всё с начала — продаёт свой дом (для этого ему приходится выселить оттуда своего брата и его жену), покупает хорошего бойцового петуха и договаривается о партнёрстве с Омаром Барадански — тот выращивает петухов, а Фрэнк занимается их подготовкой к боям. Дела идут хорошо, их совместный бизнес приносит неплохую прибыль, лучший бойцовый петух Фрэнка одерживает несколько побед.
На главном турнире года Фрэнк снова заключает пари с Джеком. После долгого боя оба петуха погибают, но победу засчитывают Фрэнку и присуждают долгожданную медаль. Мэри Элизабет, наблюдавшая за этим боем, говорит Фрэнку, что потрясена жестокостью его бизнеса и не выйдет за него замуж.

## В ролях
| Актёр              | Роль                                       |
| ------------------ | ------------------------------------------ |
| Уоррен Оутс        | Фрэнк Мэнсфилд                             |
| Ричард Шулл        | Омар Барадански                            |
| Гарри Дин Стэнтон  | Джек Бёрк                                  |
| Эд Бегли (младший) | Том Пиплс                                  |
| Лори Бёрд          | Доди Уайт Бёрк                             |
| Трой Донахью       | Рэндалл Мэнсфилд                           |
| Милли Перкинс      | Фрэнсис Мэнсфилд                           |
| Патриция Пирси     | Мэри Элизабет                              |
| Уоррен Финнерти    | Сандерс                                    |
| Роберт Эрл Джонс   | Бафорд                                     |
| Стив Рэйлсбэк      | младший                                    |
| Том Спратли        | Мистер Пиплс                               |
| Чарльз Виллифорд   | Эд Миддлтон                                |
| Пит Манро          | Пакард                                     |
| Кермит Эколс       | Фред Рид                                   |
| Донни Фритс        | главарь банды грабителей (в маске старика) |
| Стивен Гейдос      | грабитель (в маске Никсона)                |

## Работа над фильмом

### Сценарий
Джули, жена будущего продюсера фильма Роджера Кормана, обратила его внимание на роман Чарльза Виллифорда. Виллифорд впоследствии написал сценарий, изменив некоторые детали сюжета, после чего Корман загорелся идеей создания фильма о петушиных боях.
Несмотря на наличие готового сценария, Хеллман настоял на его доработке. Для этого был нанят Эрл Мак Рауч, сценарист и писатель. Вместе с Хеллманом они занимались доработкой диалогов, но из-за ограничений по срокам им удалось лишь доработать любовную историю (финальная сцена, сцены на крыльце и на берегу реки с Мэри Элизабет).

### Съёмка
Для выбора мест съёмки оператор Нестор Альмендрос, Монте Хеллман, Роджер и Джули Корманы отправились в Джорджию, один из немногих штатов, где петушиные бои оставались легальными. Роджер Корман вспоминал впоследствии:

Мы обнаружили одну из старых площадок для петушиных боёв. Ей было, наверное, лет пятьдесят или сто. Повсюду были следы жевательного табака, старые сгорбленные фермеры сидели на деревянных скамьях вокруг бойцовой ямы, кидали вниз деньги и истошно вопили, поддерживая своих петухов. Я быстро втянулся и начал делать ставки.
Оригинальный текст (англ.)We found this old cockfighting arena that must have been fifty or a hundred years old. There were old chewing tobacco signs everywhere, and these craggy old Georgia farmers sitting in wooden bleachers around the dirt pit, throwing down their bets, yelling and screaming for their cocks. I got myself in on the action and started betting.

Сначала Монте Хеллман испытал сильное отвращение к самому зрелищу петушиных боёв, ему не нравилась жестокость этой азартной игры. Но как и в случае с «Двухполосным шоссе» его привлекла особая субкультура, люди, увлечённые своим делом. В итоге работа шла с большим энтузиазмом, весь материал был отснят за 23 дня. По выражению Хеллмана фильм получился наполовину документальным в том смысле, что съёмка всех сцен с боями проводилась на реальных площадках, и почти все люди в кадре, кроме основного актёрского состава, действительно занимались петушиными боями.
Чарльз Виллифорд, присутствовавший на съёмках фильма, вёл дневник и позже оформил свои записи в виде книги «Cockfighter journal: The story of a shooting», опубликованной небольшим тиражом всего в 300 экземпляров.

### Монтаж
Режиссурой и монтажом всех сцен с петушиными боями занимался Льюис Тиг, позже ставший режиссёром фильма «Аллигатор».

## Прокатная судьба
Фильм не имел успеха в прокате. Роджер Корман заявил, что «Бойцовский петух» был единственным убыточным фильмом 70-х, который он продюсировал. Корман распорядился перемонтировать фильм. Были добавлены несколько эротических сцен, больше петушиных боёв и даже взрывающиеся автомобили, сцена на крыльце была вырезана. В таком виде фильм демонстрировался под названиями «Рождённый убивать» (англ. Born to Kill), «Азартный игрок» (англ. Gamblin man) и «Дикий бродяга» (англ. Wild Drifter), но и этот вариант не принёс прибыли.
Показ «Бойцовского петуха» на Международном Эдинбургском кинофестивале в 2006 году пришлось отменить. Выяснилось, что фильм в своё время не смог получить прокатное удостоверение в Великобритании из-за реальных сцен с петушиными боями. Наличие сцен жестокого обращения с животными нарушает «Акт о животных в кино» от 1937 года, на что обратили внимание представители Шотландского общества по предотвращению жестокого обращения с животными.

## Релизы
«Бойцовский петух» появился на VHS в 2001 году вместе с первым DVD-изданием от компании «Anchor Bay», содержащим множество дополнительных материалов: документальный фильм о Уоррене Оутсе, комментарии Монте Хеллмана и Стивена Гайдоса, трейлер фильма и ТВ-рекламу. Существует по крайней мере ещё три издания на DVD от других компаний. В 2013 году фильм был выпущен на Blu-ray японской компанией «King Records».

## Критика
Американский артхаусный кинокритик Джонатан Розенбаум высоко оценил фильм, сравнив Фрэнка Мэнсфилда с Сантьяго, протагонистом повести Хемингуя «Старик и море». Неудачу в прокате Розенбаум связывает с тем, что Роджер Корман, продюсер фильма, пытался продвигать его, как эксплуатационное кино.
Критики особо отмечают игру Уоррена Оутса, харизма которого позволила блестяще сыграть даже практически бессловесную роль. Кейт Фиппс назвал фильм «незабываемым произведением искусства, созданным из равных частей целлулоида, философии и крови».

## Петушиные бои как часть истории и культуры США

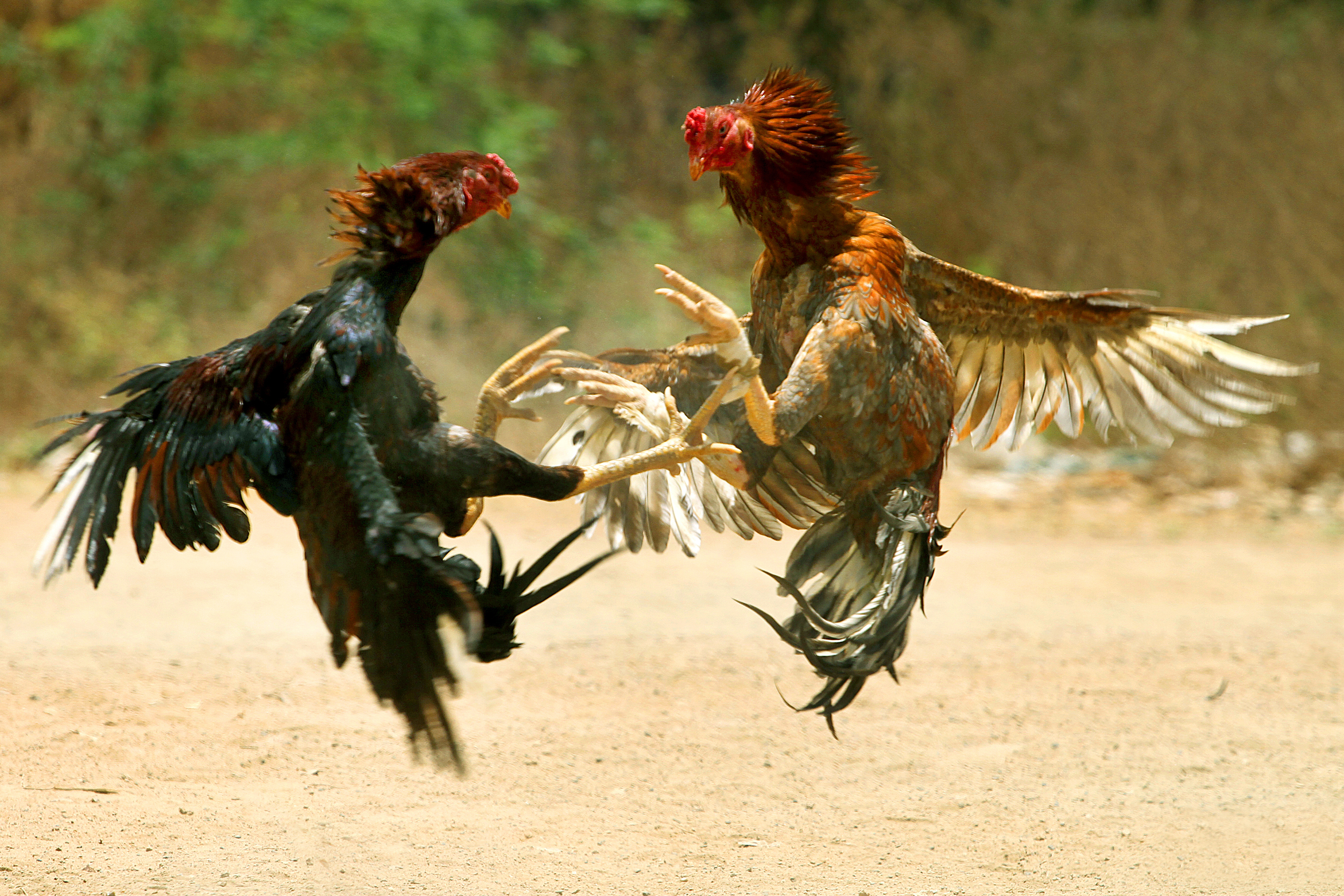
Бойцовые петухи

Петушиные бои — один из древнейших азартных видов спорта, пользовавшийся большой популярностью в США со времён колониального периода. Арена для петушиных боёв была местом встреч старых знакомых, заключения сделок, общения в атмосфере азарта. В настоящее время петушиные бои в США подвергаются резкой критике из-за связанной с крупными денежными ставками криминализации и жестокого обращения с животными (особенно критикуется практика использования металлических шпор или лезвий, способствующие причинению сильных травм).
Любое участие в петушиных боях является незаконным во всех 50 штатах и округе Колумбия, что придаёт фильму «Бойцовский петух» образовательную ценность: зритель может составить представление о сложившихся к 1970-м годам в южных штатах правилах проведения боёв, особенностях подготовки птиц и об атмосфере турниров.